# Blutbuche am Clemens-Hanusch-Weg
Die Blutbuche am Clemens-Hanusch-Weg war ein Naturdenkmal im Freitaler Stadtteil Niederhäslich. Sie stand an der Ecke Clemens-Hanusch-Weg und Zum Poisenwald auf dem Grundstück des Dreiseithofs Clemens-Hanusch-Weg 12.

## Beschreibung
Die Blutbuche (Fagus sylvatica f. purpurea) wurde um 1875 vom damaligen Besitzer des Hofes gepflanzt. Sie erreichte einen Stammdurchmesser von 1,40 m.
Im Jahr 2015 wurde Befall durch den Riesenporling festgestellt. Im Januar 2024 musste die Blutbuche gefällt werden, nachdem Versuche zum Erhalt des Baumes gescheitert waren. Als Ausgleichsmaßnahme wurde den Grundstückseigentümern von der unteren Naturschutzbehörde die Neupflanzung von vier Bäumen auferlegt.
Die Blutbuche zählte wegen ihrer Seltenheit, Eigenart und Schönheit zu den Naturdenkmalen in Freital und war das einzige Naturdenkmal im Stadtteil Niederhäslich.